# Sepia (geslacht)
Sepia is een geslacht van weekdieren uit de familie Sepiidae.

## Soorten
- Sepia aculeata Van Hasselt [in Férussac & d'Orbigny], 1835
- Sepia acuminata E. A. Smith, 1916
- Sepia adami Roeleveld, 1972
- Sepia andreana Steenstrup, 1875
- Sepia angulata Roeleveld, 1972
- Sepia apama Gray, 1849
- Sepia appelloefi Wülker, 1910
- Sepia arabica Massy, 1916
- Sepia aureomaculata Okutani & Horikawa [in Okutani, Tagawa & Horikawa], 1987
- Sepia australis Quoy & Gaimard, 1832
- Sepia bandensis Adam, 1939
- Sepia bathyalis Khromov, Nikitina & Nesis, 1991
- Sepia bertheloti d'Orbigny [in Férussac & d'Orbigny], 1835
- Sepia bidhaia A. Reid, 2000
- Sepia braggi Verco, 1907
- Sepia brevimana Steenstrup, 1875
- Sepia burnupi Hoyle, 1904
- Sepia carinata Sasaki, 1920
- Sepia chirotrema Berry, 1918
- Sepia confusa E. A. Smith, 1916
- Sepia cottoni Adam, 1979
- Sepia cultrata Hoyle, 1885
- Sepia dollfusi Adam, 1941
- Sepia dubia Adam & Rees, 1966
- Sepia elegans Blainville, 1827
- Sepia elliptica Hoyle, 1885
- Sepia elobyana Adam, 1941
- Sepia elongata d'Orbigny [in Férussac & d'Orbigny], 1839–1842
- Sepia erostrata Sasaki, 1929
- Sepia esculenta Hoyle, 1885
- Sepia faurei Roeleveld, 1972
- Sepia filibrachia A. Reid & Lu, 2005
- Sepia foliopeza Okutani & Tagawa [in Okutani, Tagawa & Horikawa], 1987
- Sepia furcata Ho & Lu, 2005
- Sepia gibba Ehrenberg, 1831
- Sepia grahami A. Reid, 2001
- Sepia hedleyi Berry, 1918
- Sepia hieronis (Robson, 1924)
- Sepia hierredda Rang [in Férussac & d'Orbigny], 1835
- Sepia hirunda Ho & Lu, 2005
- Sepia incerta E. A. Smith, 1916
- Sepia insignis E. A. Smith, 1916
- Sepia irvingi Meyer, 1909
- Sepia ivanovi Khromov, 1982
- Sepia joubini Massy, 1927
- Sepia kiensis Hoyle, 1885
- Sepia kobiensis Hoyle, 1885
- Sepia koilados A. Reid, 2000
- Sepia latimanus Quoy & Gaimard, 1832
- Sepia limata (Iredale, 1926)
- Sepia longipes Sasaki, 1913
- Sepia lorigera Wülker, 1910
- Sepia lycidas Gray, 1849
- Sepia madokai Adam, 1939
- Sepia mascarensis Filippova & Khromov, 1991
- Sepia mestus Gray, 1849
- Sepia mira (Cotton, 1932)
- Sepia mirabilis Khromov, 1988
- Sepia murrayi Adam & Rees, 1966
- Sepia novaehollandiae Hoyle, 1909
- Sepia officinalis Linnaeus, 1758
- Sepia omani Adam & Rees, 1966
- Sepia opipara (Iredale, 1926)
- Sepia orbignyana Férussac [in d'Orbigny], 1826
- Sepia papillata Quoy & Gaimard, 1832
- Sepia papuensis Hoyle, 1885
- Sepia pardex Sasaki, 1913
- Sepia peterseni Appellöf, 1886
- Sepia pharaonis Ehrenberg, 1831
- Sepia plana Lu & A. Reid, 1997
- Sepia plangon Gray, 1849
- Sepia plathyconchalis Filippova & Khromov, 1991
- Sepia prabahari Neethiselvan & Venkataramani, 2002
- Sepia prashadi Winckworth, 1936
- Sepia pulchra Roeleveld & Liltved, 1985
- Sepia recurvirostra Steenstrup, 1875
- Sepia reesi Adam, 1979
- Sepia rhoda (Iredale, 1954)
- Sepia robsoni (Massy, 1927)
- Sepia rozella (Iredale, 1926)
- Sepia savignyi Blainville, 1827
- Sepia saya Khromov, Nikitina & Nesis, 1991
- Sepia senta Lu & A. Reid, 1997
- Sepia sewelli Adam & Rees, 1966
- Sepia shazae Lipinski & Leslie, 2018
- Sepia simoniana Thiele, 1920
- Sepia smithi Hoyle, 1885
- Sepia sokotriensis Khromov, 1988
- Sepia stellifera Homenko & Khromov, 1984
- Sepia subplana Lu & Boucher-Rodoni, 2001
- Sepia subtenuipes Okutani & Horikawa [in Okutani, Tagawa & Horikawa], 1987
- Sepia sulcata Hoyle, 1885
- Sepia tala Khromov, Nikitina & Nesis, 1991
- Sepia tanybracheia A. Reid, 2000
- Sepia tenuipes Sasaki, 1929
- Sepia thurstoni Adam & Rees, 1966
- Sepia tokioensis Ortmann, 1888
- Sepia trygonina (Rochebrune, 1884)
- Sepia tuberculata Lamarck, 1798
- Sepia typica (Steenstrup, 1875)
- Sepia vecchioni Neethiselvan & Venkataramani, 2010
- Sepia vercoi Adam, 1979
- Sepia vermiculata Quoy & Gaimard, 1832
- Sepia vietnamica Khromov, 1987
- Sepia vossi Khromov, 1996
- Sepia whitleyana (Iredale, 1926)
- Sepia zanzibarica Pfeffer, 1884

### Nomen dubium
- Sepia bartletti (Iredale, 1954)
- Sepia baxteri (Iredale, 1940)
- Sepia unguiculata Molina, 1782

### Synoniemen
- Sepia (Acanthosepion) Rochebrune, 1884 => Sepia Linnaeus, 1758
- Sepia (Acanthosepion) lycidas Gray, 1849 => Sepia lycidas Gray, 1849
- Sepia (Acanthosepion) pharaonis Ehrenberg, 1831 => Sepia pharaonis Ehrenberg, 1831
- Sepia (Anomalosepia) Khromov, 1987 => Sepia Linnaeus, 1758
- Sepia (Doratosepion) Rochebrune, 1884 => Sepia Linnaeus, 1758
- Sepia (Doratosepion) andreana Steenstrup, 1875 => Sepia andreana Steenstrup, 1875
- Sepia (Doratosepion) aureomaculata Okutani & Horikawa [in Okutani, Tagawa & Horikawa], 1987 => Sepia aureomaculata Okutani & Horikawa [in Okutani, Tagawa & Horikawa], 1987
- Sepia (Doratosepion) erostrata Sasaki, 1929 => Sepia erostrata Sasaki, 1929
- Sepia (Doratosepion) foliopeza Okutani & Horikawa [in Okutani, Tagawa & Horikawa], 1987 => Sepia foliopeza Okutani & Tagawa [in Okutani, Tagawa & Horikawa], 1987
- Sepia (Doratosepion) furcata Ho & Lu, 2005 => Sepia furcata Ho & Lu, 2005
- Sepia (Doratosepion) hirunda Ho & Lu, 2005 => Sepia hirunda Ho & Lu, 2005
- Sepia (Doratosepion) kobiensis Hoyle, 1885 => Sepia kobiensis Hoyle, 1885
- Sepia (Doratosepion) longipes Sasaki, 1913 => Sepia longipeshedleyi Sasaki, 1913
- Sepia (Doratosepion) lorigera Wülker, 1910 => Sepia lorigera Wülker, 1910
- Sepia (Doratosepion) misakiensis Wülker, 1910 => Sepia misakiensis Wülker, 1910=> Sepia tokioensis Ortmann, 1888
- Sepia (Doratosepion) pardex Sasaki, 1913 => Sepia pardex Sasaki, 1913
- Sepia (Doratosepion) peterseni Appellöf, 1886 => Sepia peterseni Appellöf, 1886
- Sepia (Doratosepion) prashadi Winckworth, 1936 => Sepia prashadi Winckworth, 1936
- Sepia (Doratosepion) subtenuipes Okutani & Horikawa [in Okutani, Tagawa & Horikawa], 1987 => Sepia subtenuipes Okutani & Horikawa [in Okutani, Tagawa & Horikawa], 1987
- Sepia (Doratosepion) tenuipes Sasaki, 1929 => Sepia tenuipes Sasaki, 1929
- Sepia (Hemisepius) Steenstrup, 1875 => Sepia Linnaeus, 1758
- Sepia (Mesembrisepia) Iredale, 1926 => Sepia Linnaeus, 1758
- Sepia (Mesembrisepia) latimanus Quoy & Gaimard, 1832 => Sepia latimanus Quoy & Gaimard, 1832
- Sepia (Platysepia) Naef, 1923 => Sepia Linnaeus, 1758
- Sepia (Platysepia) esculenta Hoyle, 1885 => Sepia esculenta Hoyle, 1885
- Sepia (Platysepia) madokai Adam, 1939 => Sepia madokai Adam, 1939
- Sepia (Rhombosepion) Rochebrune, 1884 => Sepia Linnaeus, 1758
- Sepia (Sepia) Linnaeus, 1758 => Sepia Linnaeus, 1758
- Sepia (Acanthosepia) Thiele, 1934=> Sepia (Acanthosepion) Rochebrune, 1884 => Sepia Linnaeus, 1758
- Sepia (Metasepia) Hoyle, 1885=> Metasepia Hoyle, 1885
- Sepia (Metasepia) pfefferi Hoyle, 1885=> Metasepia pfefferi (Hoyle, 1885)
- Sepia affinis d'Orbigny, 1826 => Sepioteuthis sepioidea (Blainville, 1823)
- Sepia affinis Souleyet, 1852 => Sepiella inermis (Van Hasselt [in Férussac & d'Orbigny], 1835)
- Sepia andreanoides Hoyle, 1885 => Sepia kobiensis Hoyle, 1885
- Sepia barffi Curtiss, 1938 => Octopus cyanea Gray, 1849
- Sepia bilineata Quoy & Gaimard, 1832 => Sepioteuthis bilineata (Quoy & Gaimard, 1832) => Sepioteuthis australis Quoy & Gaimard, 1832
- Sepia biserialis Blainville, 1827 => Sepia elegans Blainville, 1827
- Sepia bisserialis Vérany, 1851 => Sepia elegans Blainville, 1827
- Sepia capensis d'Orbigny [in Férussac & d'Orbigny], 1845 => Sepia australis Quoy & Gaimard, 1832
- Sepia dannevigi Berry, 1918 => Sepia hedleyi Berry, 1918
- Sepia exsignata Barnard, 1962 => Sepia burnupi Hoyle, 1904
- Sepia filliouxi Lafont, 1869 => Sepia officinalis Linnaeus, 1758
- Sepia fischeri Lafont, 1871 => Sepia officinalis Linnaeus, 1758
- Sepia formosana Berry, 1912 => Sepia pharaonis Ehrenberg, 1831
- Sepia framea Ortmann, 1891 => Sepia pharaonis Ehrenberg, 1831
- Sepia galei Meyer, 1909 => Sepia papuensis Hoyle, 1885
- Sepia hercules Pilsbry, 1895 => Sepia latimanus Quoy & Gaimard, 1832
- Sepia hulliana (Iredale, 1926) => Sepia pharaonis Ehrenberg, 1831
- Sepia indica d'Orbigny, 1848 => Sepia aculeata Van Hasselt [in Férussac & d'Orbigny], 1835
- Sepia inermis Van Hasselt [in Férussac & d'Orbigny], 1835 => Sepiella inermis (Van Hasselt [in Férussac & d'Orbigny], 1835)
- Sepia italica Risso, 1854 => Sepia elegans Blainville, 1827
- Sepia koettlitzi Hoyle & Standen, 1901 => Sepia pharaonis Ehrenberg, 1831
- Sepia lefebrei d'Orbigny [in Férussac & d'Orbigny], 1845 => Sepia gibba Ehrenberg, 1831
- Sepia loligo Linnaeus, 1758 => Loligo vulgaris Lamarck, 1798
- Sepia media Linnaeus, 1758 => Alloteuthis media (Linnaeus, 1758)
- Sepia mediterranea Ninni, 1884 => Sepia officinalis Linnaeus, 1758
- Sepia mercatoris Adam, 1937 => Sepia bertheloti d'Orbigny [in Férussac & d'Orbigny], 1835
- Sepia microcheirus Gray, 1849 => Sepiella inermis (Van Hasselt [in Férussac & d'Orbigny], 1835)
- Sepia misakiensis Wülker, 1910 => Sepia tokioensis Ortmann, 1888
- Sepia natalensis Massy, 1925 => Sepia simoniana Thiele, 1920
- Sepia nigra Bosc, 1802 => Dosidicus gigas (d'Orbigny [in 1834-1847], 1835)
- Sepia octopodia Linnaeus, 1758 => Eledone cirrhosa (Lamarck, 1798)
- Sepia octopus Gmelin, 1791 => Octopus vulgaris Cuvier, 1797
- Sepia orbigniana (Férussac, 1826) => Sepia orbignyana Férussac [in d'Orbigny], 1826
- Sepia ornata Rang, 1837 => Sepiella ornata (Rang, 1837)
- Sepia palmata Owen, 1881 => Sepia apama Gray, 1849
- Sepia pardalis Sasaki, 1914 => Sepia pardex Sasaki, 1913
- Sepia pelagica Bosc, 1802 => Hyaloteuthis pelagica (Bosc, 1802)
- Sepia polypus Oken, 1815 => Octopus vulgaris Cuvier, 1797
- Sepia ramani Neethiselvan, 2001 => Sepia pharaonis Ehrenberg, 1831
- Sepia rex (Iredale, 1926) => Sepia hedleyi Berry, 1918
- Sepia robsoni Sasaki, 1929 => Sepia madokai Adam, 1939
- Sepia rostrata Férussac & d'Orbigny, 1848 [pro parte] => Sepia brevimana Steenstrup, 1875
- Sepia rouxii d'Orbigny [in Férussac & d'Orbigny], 1839-1842 => Sepia pharaonis Ehrenberg, 1831
- Sepia rubens Philippi, 1844 => Sepia elegans Blainville, 1827
- Sepia rugosa Bosc, 1792 => Octopus vulgaris Cuvier, 1797
- Sepia rupellaria de Férussac & d'Orbigny, 1835 => Sepia elegans Blainville, 1827
- Sepia sepiola Linnaeus, 1758 => Sepiola rondeletii Leach, 1817
- Sepia singalensis Goodrich, 1896 => Sepia pharaonis Ehrenberg, 1831
- Sepia singaporensis Pfeffer, 1884 => Sepia recurvirostra Steenstrup, 1875
- Sepia sinope Gray, 1849 => Sepia australis Quoy & Gaimard, 1832
- Sepia subaculeata Sasaki, 1913 => Sepia lycidas Gray, 1849
- Sepia subulata Bosc, 1802 => Alloteuthis subulata (Lamarck, 1798)
- Sepia tigris Sasaki, 1929 => Sepia pharaonis Ehrenberg, 1831
- Sepia torosa Ortmann, 1888 => Sepia pharaonis Ehrenberg, 1831
- Sepia tourannensis Souleyet, 1852 => Sepiella inermis (Van Hasselt [in Férussac & d'Orbigny], 1835)
- Sepia tullbergi Appellöf, 1886 => Metasepia tullbergi (Appelöf, 1886)
- Sepia tunicata Molina, 1782 => Dosidicus gigas (d'Orbigny [in 1834-1847], 1835)
- Sepia ursulae (Cotton, 1929) => Sepia pharaonis Ehrenberg, 1831
- Sepia veranyi Lagatu, 1888 => Sepia officinalis Linnaeus, 1758
- Sepia verrucosa Lönnberg, 1896 => Sepia bertheloti d'Orbigny [in Férussac & d'Orbigny], 1835
- Sepia winckworthi Adam, 1939 => Sepia brevimana Steenstrup, 1875
- Sepia zebrina Risso, 1854 => Sepia officinalis Linnaeus, 1758